# Helene Christaller
Helene Christaller (nacida Helene Heyer, 1872-1953) fue una escritora alemana.
Se casó en 1890 con el pastor Erdmann Gottreich Christaller y vivieron mucho tiempo en Calw, en la Selva negra.
Es la madre del geógrafo Walter Christaller.

## Obras
- Gottfried Erdmann und seine Frau, 1908
- Heilige Liebe, 1911
- Verborgenheit, 1920
- Das Tagebuch der Annette, 1926
- Meine Mutter. Ein erfülltes Leben, 1939
- Eine Lebensgeschichte, 1942

- Datos: Q75829
- Multimedia: Helene Christaller / Q75829